# Ен (Пикардија)
Ен (фр. Aisne) департман је у северној Француској. Припада региону Пикардија, а главни град департмана (префектура) је Лаон. Департман Ен је означен редним бројем 02. Његова површина износи 7.369 км². По подацима из 2010. године у департману Ен је живео 540.508 становник, а густина насељености је износила 73 становника по км².
Овај департман је административно подељен на:
- 5 округа
- 42 кантона и
- 816 општина.

## Демографија
| 1999.   | 2011.   |
| ------- | ------- |
| 540.508 | 541.302 |